# Awing (Santa)
Pour les articles homonymes, voir Awing.
Awing est un village du Cameroun situé dans l’arrondissement (commune) de Santa, dans le département de Mezam et dans la Région du Nord-Ouest. C'est aussi le siège d'une chefferie traditionnelle de 2e degré.

## Géographie

### Localisation
Le village d’Awing est situé à 1 628 mètres d’altitude. Sa superficie est de plus de 100 km2.

### Climat
Awing possède un climat tropical et connaît deux saisons, la saison des pluies et la saison sèche.

### Environnement
Le village d’Awing est établi au creux d’une vallée, sur un sol volcanique. Il est bordé par des montagnes de l’Est à l’Ouest. Deux cours d’eau, de chaque côté de la vallée, coulent vers le Sud, près des plaines Ndop.

## Population
Ce sont principalement des Ngemba.

Lors du recensement de 2005, on a dénombré 13 711 habitants à Awing, dont 6 250 hommes et 7 461 femmes.
On y parle notamment le dialecte awing, une langue bantoïde des Grassfields.

## Établissement scolaire
Entre autres, le CETIC d’Awing, un établissement scolaire du sous-système anglophone, dispense un enseignement technique de 1er cycle.